# Bet Bet Creek
Bet Bet Creek är ett vattendrag i Australien. Det ligger i delstaten Victoria, omkring 140 kilometer nordväst om delstatshuvudstaden Melbourne.
Trakten runt Bet Bet Creek består till största delen av jordbruksmark. Runt Bet Bet Creek är det mycket glesbefolkat, med 5 invånare per kvadratkilometer. Genomsnittlig årsnederbörd är 549 millimeter. Den regnigaste månaden är juli, med i genomsnitt 72 mm nederbörd, och den torraste är januari, med 16 mm nederbörd.